# Zbryj
Zbryj (en ukrainien : Збриж) ou Zbrij (en russe : Збриж) est une commune rurale de l'oblast de Khmelnytskyï, en Ukraine. Sa population s'élevait à 259 habitants en 2017.

## Géographie
Zbryj se trouve dans un méandre de la rivière Zbroutch, à 80 km au sud-ouest de Khmelnytskyï. Elle appartient au raïon de Tchemerivtsi.